# Kasacja (powieść)
Kasacja – polski thriller prawniczy autorstwa Remigiusza Mroza, wydany po raz pierwszy przez Wydawnictwo Czwarta Strona w 2015. Książka była nominowana w plebiscycie Książka Roku organizowanym przez portal Lubimy Czytać w kategorii sensacja, kryminał, thriller, a także zdobyła nominację do Nagrody Wielkiego Kalibru w 2016. Powieść jest pierwszym tomem serii Joanna Chyłka. Książka opowiada o mecenas Joannie Chyłce, prawniczce, która razem z aplikantem Kordianem Oryńskim broni Piotra Langera – mężczyznę oskarżonego o podwójne morderstwo.
Na podstawie powieści została nakręcona druga seria serialu Chyłka wyprodukowanego przez TVN, emitowana jako Chyłka – Kasacja.

## Fabuła
Aplikant Kordian Oryński rozpoczyna pracę w prestiżowej kancelarii prawniczej Żelazny & McVay w Warszawie. Dostaje się pod skrzydła świetnej pani adwokat, Joanny Chyłki. Kobieta jest w trakcie sprawy, która z góry wydaje się przesądzona: oskarżony prawdopodobnie zabił dwie osoby, po czym spędził dziesięć dni razem z ich zwłokami we własnym mieszkaniu. Po przegranej sprawie kobieta próbuje skierować wyrok wydany przez sąd do kasacji.